# 파우 (사르데냐)
파우(Pau)는 이탈리아 사르데냐 주 오리스타노도에 있는 코무네로, 칼리아리에서 북서쪽으로 약 70 킬로미터 (43 mi), 오리스타노에서 남동쪽으로 약 20 킬로미터 (12 mi) 떨어져 있다. 2004년 12월 31일 기준으로 인구는 330명, 면적은 14.1 제곱킬로미터 (5.4 mi2)이다.
파우는 다음 지자체와 접해 있다: 알레스, 팔마스아르보레아, 산타주스타, 빌라베르데.